# Narodowe Muzeum Historii Ukrainy w II Wojnie Światowej
Narodowe Muzeum Historii Ukrainy w II Wojnie Światowej (ukr. Національний музей історії України у Другій світовій війні) – mieszczący się w Kijowie kompleks muzealny upamiętniający udział Ukraińców w II wojnie światowej, położony w południowej części miasta na prawym brzegu Dniepru. Do 2015 nosił nazwę Narodowe Muzeum Historii Wielkiej Wojny Ojczyźnianej 1941–1945.
Muzeum jest jedną z dziesięciu instytucji muzealnych Ukrainy, bezpośrednio podlegających Ministerstwu Kultury i Turystyki Ukrainy.

## Historia
Muzeum w obecnym kształcie zostało uroczyście otwarte w Dzień Zwycięstwa 9 maja 1981. Na jego ekspozycji znajduje się tu ponad 300 000 eksponatów na powierzchni około 10 hektarów. W zbiorach placówki jest również sprzęt wojskowy z czasów II wojny światowej.
21 czerwca 1996 placówka stała się narodowym muzeum Ukrainy.
Na terenie muzeum znajduje się monumentalny pomnik Matka Ojczyzna o wysokości 102 metrów.

## Zmiana nazwy
Do lipca 2015 oficjalną nazwą muzeum było Narodowej Muzeum Wielkiej Wojny Ojczyźnianej 1941–1945. Po przyjęciu przez Radę Najwyższą Ukrainy ustaw dekomunizacyjnych, 16 maja 2015 ukraiński minister kultury Wjaczesław Kyryłenko oświadczył, że kijowska placówka zmieni swoją nazwę. Dwa miesiące później nadano muzeum obecną nazwę. W 2023 r. podjęto decyzje o kolejnej zmianie nazwy – na Narodowe Muzeum Wojny o Niepodległość – jednak wprowadzenie tej zmiany jest złożonym procesem. 

## Galeria

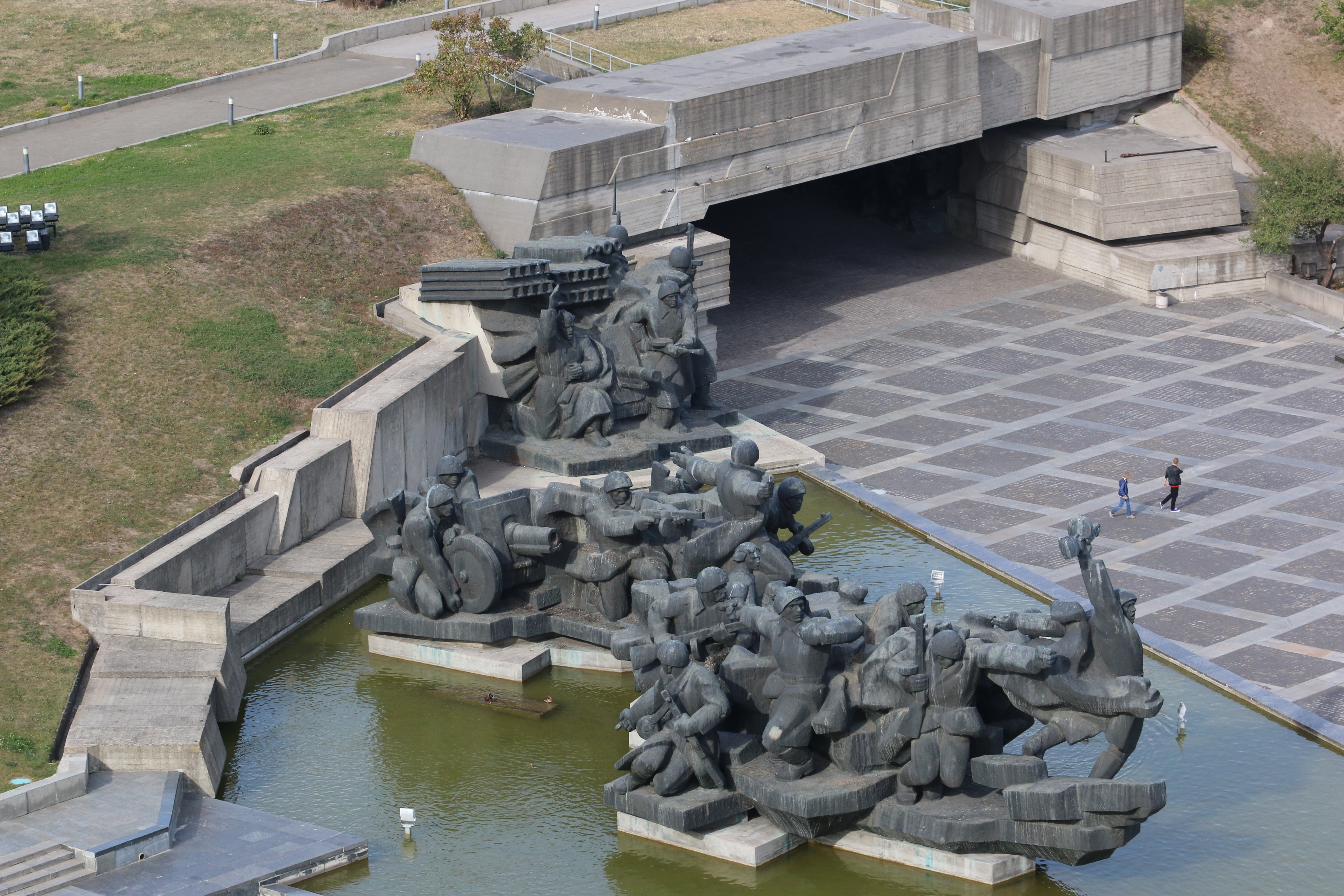
Pomnik upamiętniający forsowanie Dniepru przez żołnierzy Armii Czerwonej
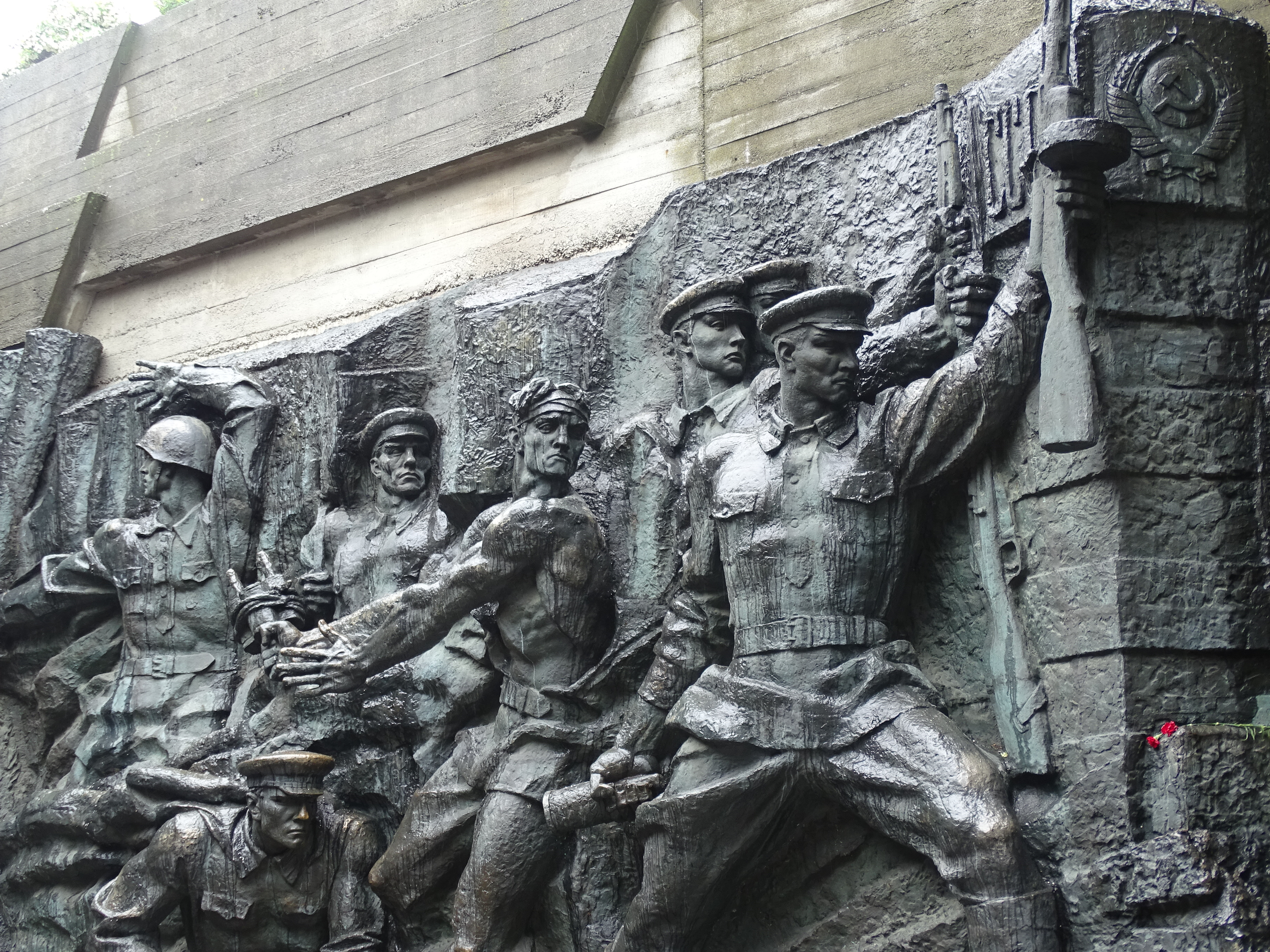
Rzeźba przedstawiający radzieckich żołnierzy i oficerów
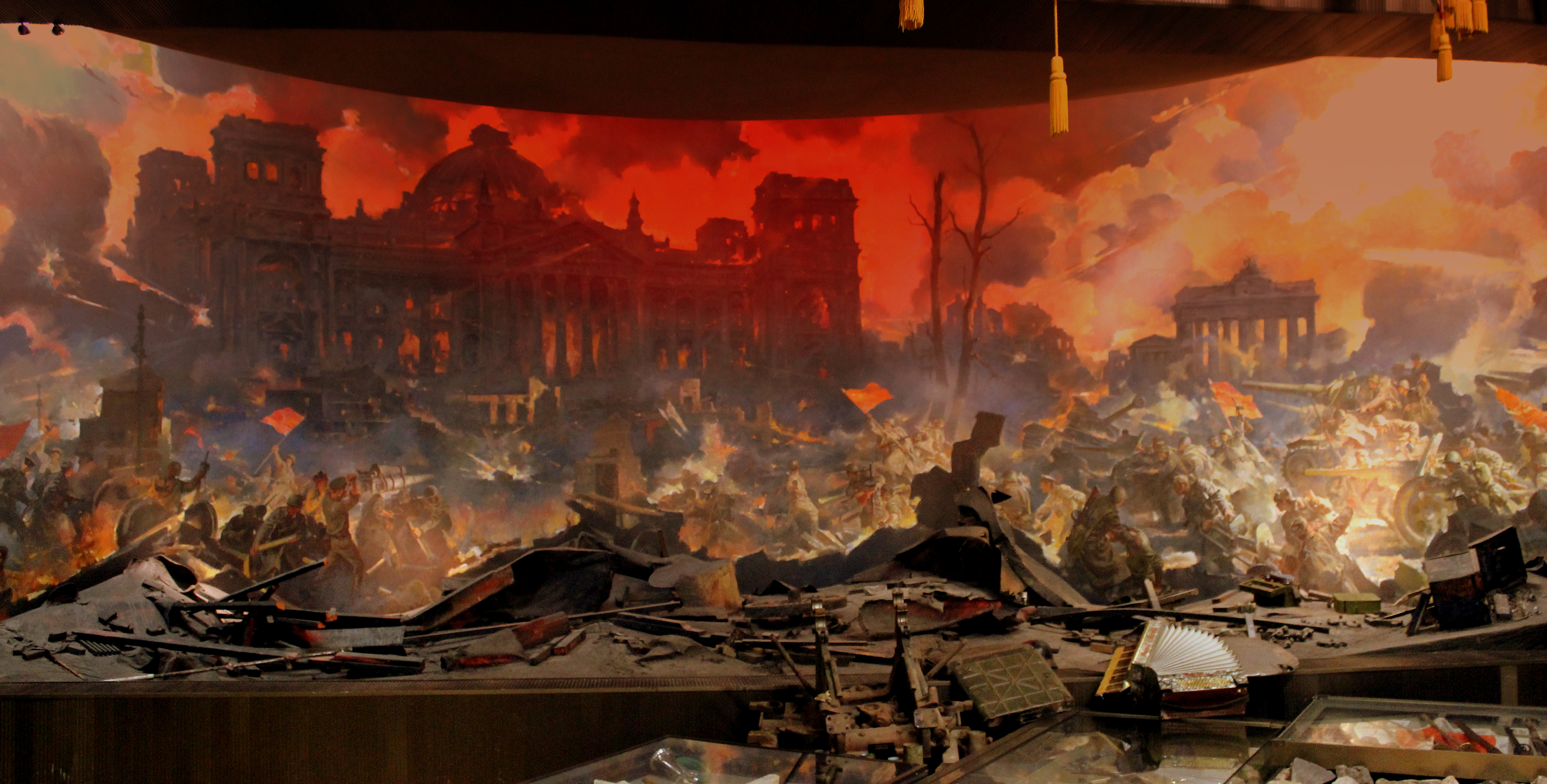
Mural przedstawiający zdobycie Berlina przez wojska radzieckie
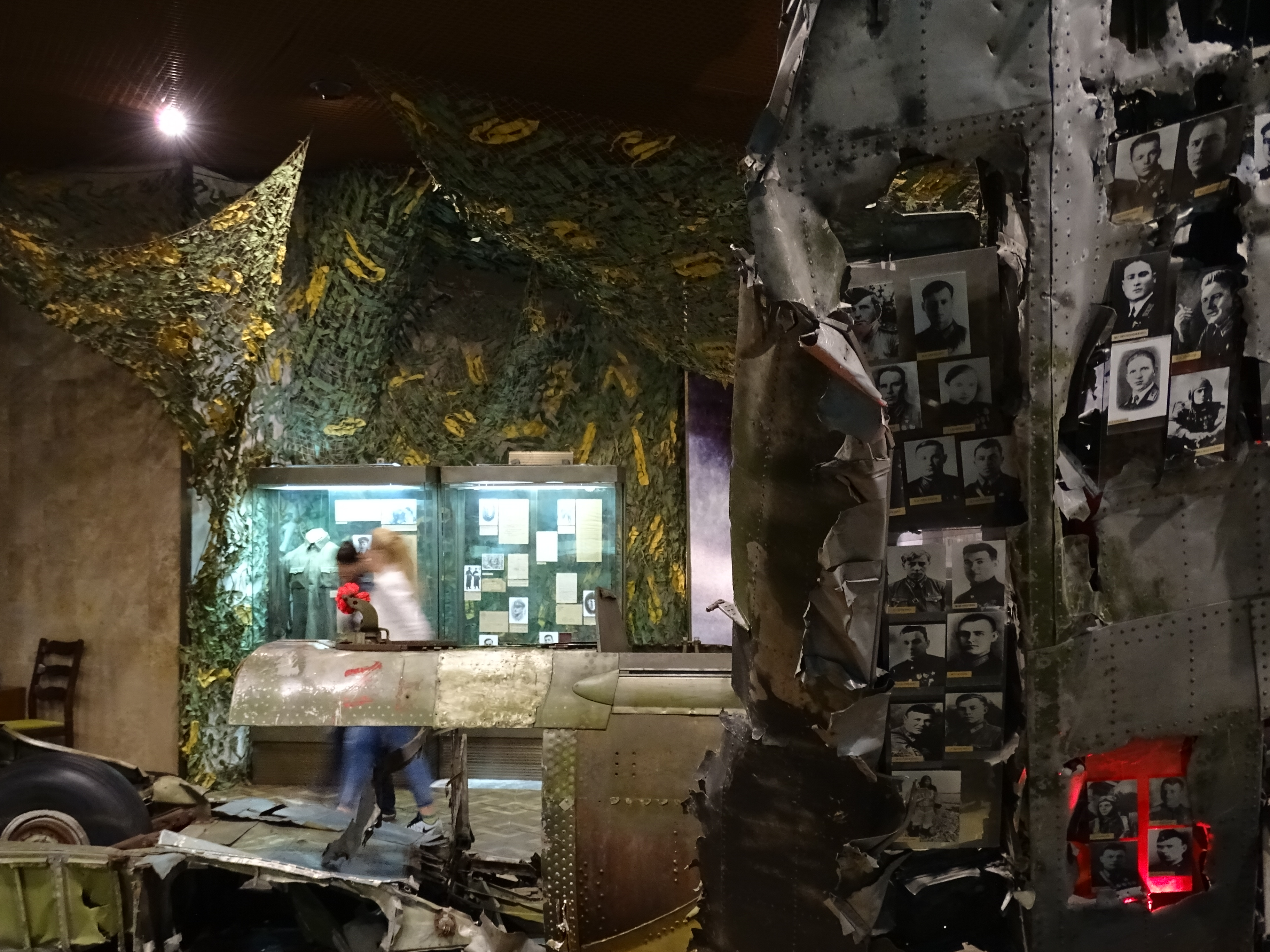
Ekspozycja wewnątrz muzeum
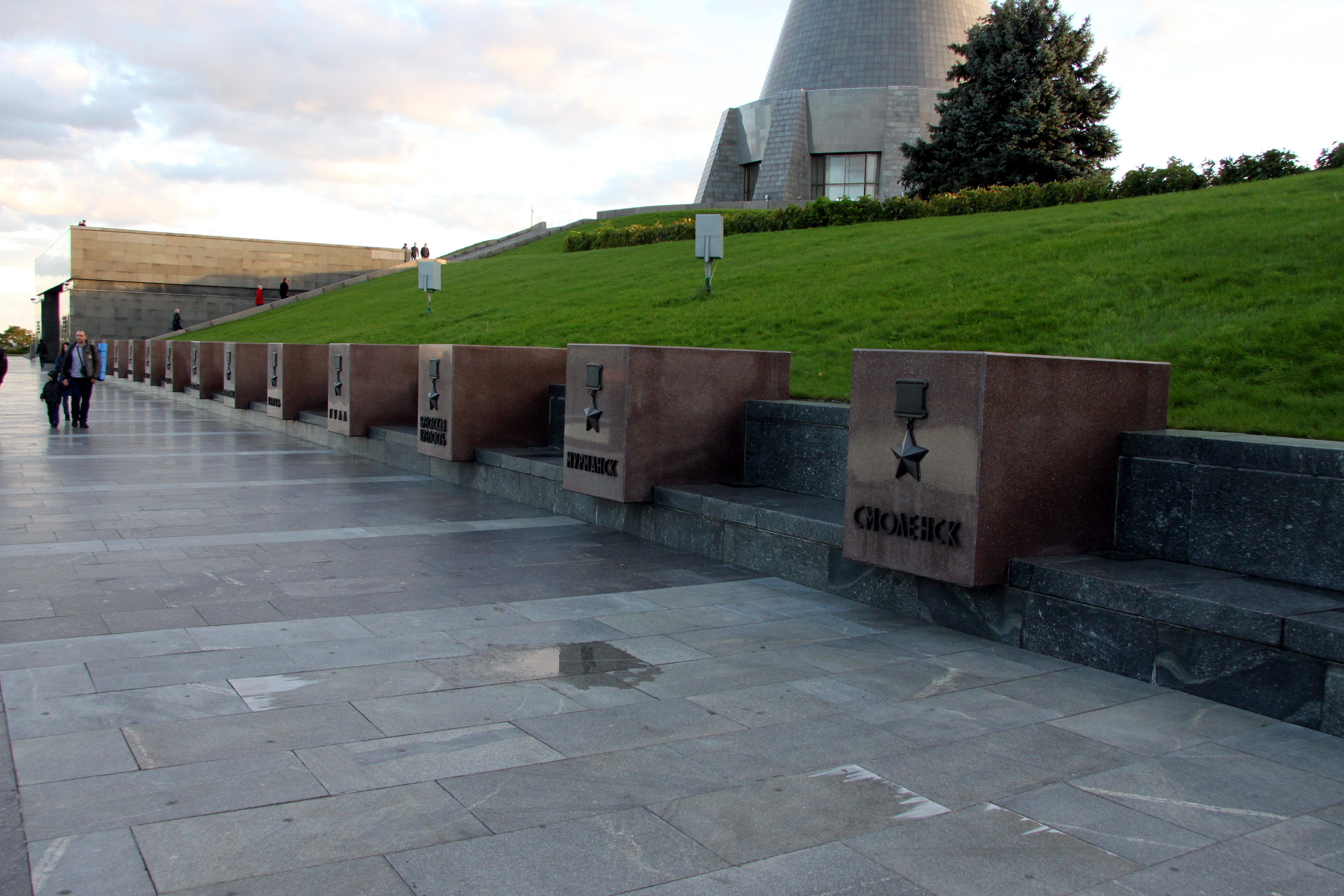
Droga z pomnikami upamiętniającymi miasta Bohaterów Związku Radzieckiego
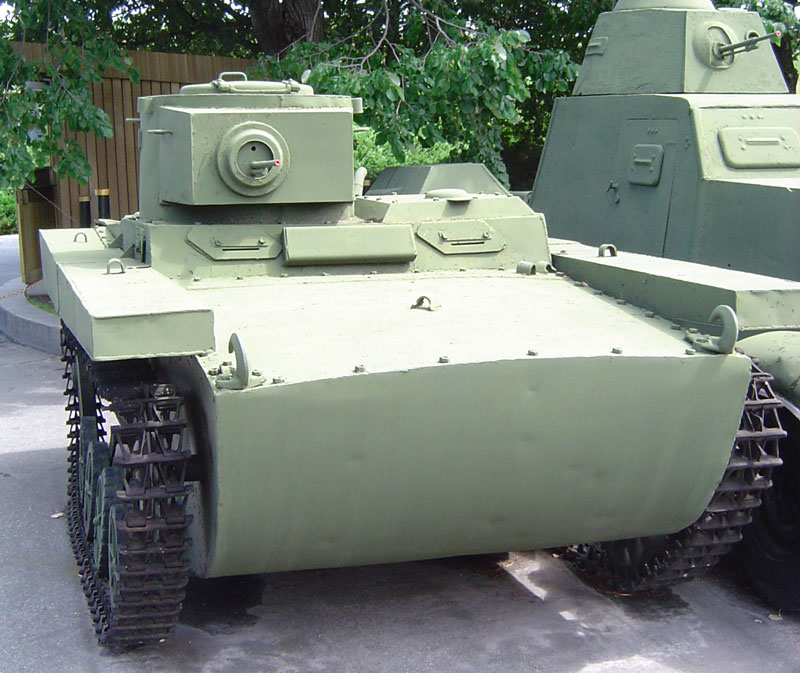
T-37 A
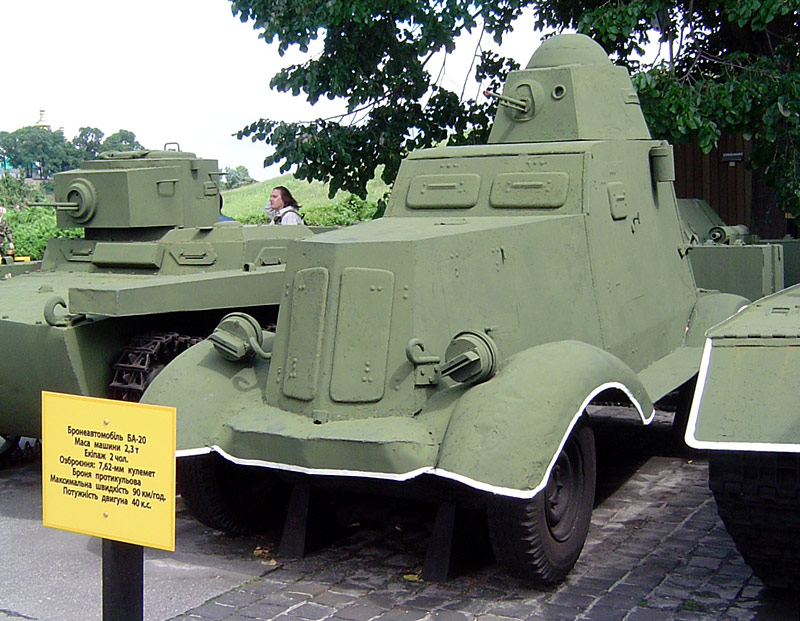
BA-20
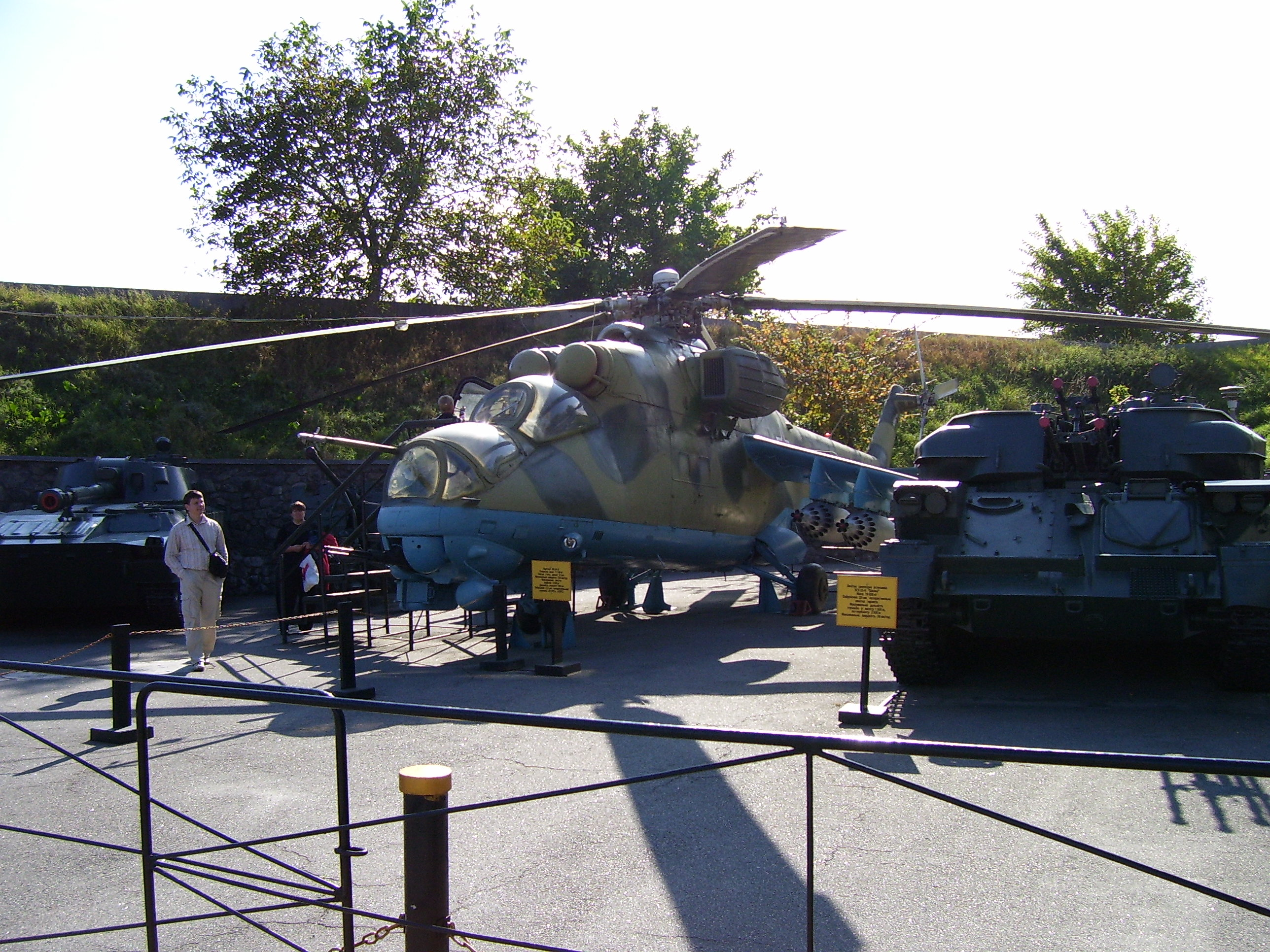
Mi-24W